# Rödkotingor
Rödkotingor (Phoenicircus) är ett litet fågelsläkte i familjen kotingor inom ordningen tättingar. Släktet omfattar endast två arter med utbredning i Amazonområdet i Sydamerika:
- Svarthalsad rödkotinga (P. nigricollis)
- Guyanarödkotinga (P. carnifex)